# Victimele datoriei
Victimele datoriei (franceză: Victimes du Devoir) este o piesă de teatru  absurd într-un act scrisă în limba franceză de Eugen Ionescu.  Piesa a fost compusă în anul 1953.  